# العلاقات البريطانية السلوفينية
العلاقات البريطانية السلوفينية هي العلاقات الثنائية التي تجمع بين المملكة المتحدة وسلوفينيا.

## مقارنة بين البلدين
هذه مقارنة عامة ومرجعية للدولتين:
| وجه المقارنة                                              | المملكة المتحدة                 | سلوفينيا                                                      |
| --------------------------------------------------------- | ------------------------------- | ------------------------------------------------------------- |
| المساحة (كم2)                                             | 242.50 ألف                      | 20.27 ألف                                                     |
| عدد السكان (نسمة)                                         | 66.02 مليون                     | 2.07 مليون                                                    |
| الكثافة السكانية (ن./كم²)                                 | 272.25                          | 102.12                                                        |
| العاصمة                                                   | لندن                            | ليوبليانا                                                     |
| اللغة الرسمية                                             | لغة إنجليزية، اللغة الويلزية    | اللغة السلوفينية، اللغة الإيطالية، لغة مجرية                  |
| العملة                                                    | جنيه إسترليني                   | يورو، تولار سلوفيني                                           |
| الناتج المحلي الإجمالي (بليون دولار)                      | 2.62 تريليون                    | 48.77 مليار                                                   |
| الناتج المحلي الإجمالي (تعادل القوة الشرائية) بليون دولار | 2.72 تريليون                    | 66.01 مليار                                                   |
| الناتج المحلي الإجمالي الاسمي للفرد دولار أمريكي          | 43.88 ألف                       | 20.73 ألف                                                     |
| الناتج المحلي الإجمالي للفرد دولار أمريكي                 | 40.23 ألف                       | 30.40 ألف                                                     |
| مؤشر التنمية البشرية                                      | 0.907                           | 0.880                                                         |
| رمز المكالمات الدولي                                      | +44                             | +386                                                          |
| رمز الإنترنت                                              | .uk، .gb                        | .si                                                           |
| المنطقة الزمنية                                           | توقيت غرينيتش، توقيت غرب أوروبا | توقيت وسط أوروبا، ت ع م+01:00، ت ع م+02:00، أوروبا/ليوبليانا ‏ |

## مدن متوأمة
في ما يلي قائمة باتفاقيات التوأمة بين مدن بريطانية وسلوفينية:
- ترتبط Sherborne [الإنجليزية]‏ مع شكوفجا لوكا باتفاقية توأمة.
- ترتبط أولدم مع كراني باتفاقية توأمة.
- ترتبط مقاطعة ناحية نيث بورت طالبوت [الإنجليزية]‏ مع Urban Municipality of Velenje [الإنجليزية]‏ باتفاقية توأمة منذ 1996.[17]
- ترتبط نوتنغهام مع ليوبليانا باتفاقية توأمة منذ 1969.
- ترتبط حي غرينتش الملكي مع ماريبور باتفاقية توأمة.

## منظمات دولية مشتركة
يشترك البلدان في عضوية مجموعة من المنظمات الدولية، منها:
| علم المنظمة | اسم المنظمة                               | تاريخ انضمام المملكة المتحدة | تاريخ انضمام سلوفينيا |
| ----------- | ----------------------------------------- | ---------------------------- | --------------------- |
|             | الاتحاد الأوروبي                          | 1973                         | 1 مايو 2004           |
|             | وكالة ضمان الاستثمار متعدد الأطراف        | 12 أبريل 1988                | 19 مارس 1993          |
|             | منظمة التعاون الاقتصادي والتنمية          | 2 مايو 1961                  | ?                     |
|             | الأمم المتحدة                             | 24 أكتوبر 1945               | 22 مايو 1992          |
|             | الفريق المعني برصد الأرض                  | ?                            | ?                     |
|             | مركز تنسيق الحركة في أوروبا ‏              | ?                            | ?                     |
|             | منظمة حظر الأسلحة الكيميائية              | ?                            | ?                     |
|             | منظمة التجارة العالمية                    | 1995                         | ?                     |
|             | منظمة الشرطة الجنائية الدولية             | ?                            | ?                     |
|             | منظمة الأمن والتعاون في أوروبا            | 25 يونيو 1973                | 24 مارس 1992          |
|             | مؤسسة التنمية الدولية                     | 24 سبتمبر 1960               | 25 فبراير 1993        |
|             | حلف شمال الأطلسي                          | 4 أبريل 1949                 | 29 مارس 2004          |
|             | يونسكو                                    | 4 نوفمبر 1946                | 27 مايو 1992          |
|             | مجلس أوروبا                               | 5 مايو 1949                  | ?                     |
|             | الاتحاد البريدي العالمي                   | ?                            | ?                     |
|             | البنك الدولي للإنشاء والتعمير             | 27 ديسمبر 1945               | 25 فبراير 1993        |
|             | اتفاقية السماوات المفتوحة                 | ?                            | ?                     |
|             | المنظمة الهيدروغرافية الدولية             | ?                            | ?                     |
|             | الاتحاد الدولي للاتصالات                  | 24 فبراير 1871               | 16 يونيو 1992         |
|             | مؤسسة التمويل الدولية                     | 20 يوليو 1956                | 25 فبراير 1993        |
|             | المنظمة الأوروبية لسلامة الملاحة الجوية   | 1960                         | 1995                  |
|             | المركز الدولي لتسوية المنازعات الاستشارية | 18 يناير 1967                | 6 أبريل 1994          |
|             | مجموعة أستراليا                           | 1985                         | 2004                  |
|             | مجموعة الموردين النوويين                  | ?                            | ?                     |

## أعلام
هذه قائمة لبعض الشخصيات التي تربطها علاقات بالبلدين:
- دنكن هالداين (14 سبتمبر 1951[29] – )
- لودفيغ فيتغنشتاين (فيلسوف نمساوي بريطاني، 26 أبريل 1889[30][31][32] – 29 أبريل 1951[30][31][32])

## وصلات خارجية
- موقع وزارة الخارجية البريطانية
- موقع وزارة الخارجية السلوفينية